# Omofobia liberale
L'omofobia liberale è un concetto che definisce l'accettazione dell'omosessualità fintanto che rimane nascosta. È un tipo di omofobia in cui, nonostante l'accettazione e difesa della diversità sessuale sono espresse, si perpetuano stereotipi e pregiudizi che emarginano o sottovalutano le persone che appartengono al gruppo LGBT.
È un pregiudizio che parte dalla comprensione delle relazioni e della sessualità come questioni private e, pertanto, si parla di accettare la libertà individuale su questi temi fintanto che non trascende la sfera pubblica. Ciò nonostante, il movimento LGBT sostiene che l'orientamento sessuale è ed è sempre stato una questione pubblica, perché gli eterosessuali mostrano apertamente il loro orientamento per il semplice fatto di avere un partner.
L'omofobia liberale è espressa in una moltitudine di aree nelle quali viene criticata la necessità di visibilizzare la diversità sessuale, come le manifestazioni dell'orgoglio gay o l'educazione nelle scuole, senza prendere in considerazione la discriminazione che le persone LGBT devono affrontare.